# Force India VJM11
Chronologie des modèles (2018)
Force India VJM10
La Force India VJM11 est la monoplace de Formule 1 engagée par Force India puis par Racing Point Force India F1 Team dans le cadre du championnat du monde de Formule 1 2018.
Elle est pilotée par le Mexicain Sergio Pérez et par le Français Esteban Ocon. Le pilote-essayeur est le Canadien Nicholas Latifi. L'identité de l'écurie reste la même après plusieurs mois de rumeurs de changement de nom malgré le fait qu'un changement de nom peut toujours survenir avant le début de la saison,. Conçue par l'ingénieur britannique Andrew Green, la VJM11 est présentée le 26 février 2018 sur le circuit de Barcelone en Espagne.

## Création de la monoplace
Selon Otmar Szafnauer, le directeur adjoint de l'équipe, son développement s'est bien déroulé et, tout comme les autres monoplaces du plateau, c'est une évolution de la monoplace précédente. Le développement de la voiture a été encourageant et les chiffres recueillis en soufflerie démontre que de grands pas en avant ont été faits durant l'hiver.
Andrew Green, directeur technique, concède néanmoins que le halo a causé d'importantes dépenses imprévues : « Nous ne prévoyions pas de faire un nouveau châssis vu le nombre de changements effectués l'an dernier, c'était énorme pour un nouveau changement de réglementation. Une équipe comme la nôtre essaie toujours de tirer deux ans du châssis si c'est possible. À cet égard, cela nous a beaucoup coûté de développer et redessiner un nouveau châssis, c'est dans les centaines de milliers de dollars, voire le million, de mettre ce halo sur la voiture. C'était un immense défi ; pour une équipe comme la nôtre, c'était énorme. »
La livrée de la monoplace est toujours rose, BWT restant le commanditaire principal ; elle incorpore désormais des parements blancs.

## Description technique
La VJM11 est une nette évolution de sa devancière. L'un des principaux changements est la longueur de l'empattement et le positionnement de l'essieu avant, dictés par l'adoption de pneus plus larges que ceux de la saison précédente. Ces nouveaux pneus créent davantage de traînée aérodynamique et ont obligé une refonte aérodynamique importante. Les déflecteurs latéraux aux formes particulièrement complexes sont destinés à repousser l’air et le sillage des pneus loin de la monoplace.
La jonction entre le nez de la voiture et le reste du châssis est également beaucoup plus douce alors qu'elle était fort marquée sur la VJM10 de 2017 tandis que le profil et l'intégration des rétroviseurs ont également fait l'objet d'un soin particulier.
Toujours pour canaliser les flux d'air, les écopes de freins sont munies de petites ailettes.
L'intégration du système de protection halo a fortement compliqué la tâche des ingénieurs et ce dernier est doté d'un mini-carénage à trois éléments destiné à souffler l'air vers la boîte à air du moteur.

## Résultats en championnat du monde de Formule 1
| Saison | Écuries                                                     | Moteur                                      | Pneus   | Pilotes      | Courses | Courses | Courses | Courses | Courses | Courses | Courses | Courses | Courses | Courses | Courses | Courses | Courses | Courses | Courses | Courses | Courses | Courses | Courses | Courses | Courses | Points inscrits | Classement |
| Saison | Écuries                                                     | Moteur                                      | Pneus   | Pilotes      | 1       | 2       | 3       | 4       | 5       | 6       | 7       | 8       | 9       | 10      | 11      | 12      | 13      | 14      | 15      | 16      | 17      | 18      | 19      | 20      | 21      | Points inscrits | Classement |
| ------ | ----------------------------------------------------------- | ------------------------------------------- | ------- | ------------ | ------- | ------- | ------- | ------- | ------- | ------- | ------- | ------- | ------- | ------- | ------- | ------- | ------- | ------- | ------- | ------- | ------- | ------- | ------- | ------- | ------- | --------------- | ---------- |
| 2018   | Sahara Force India F1 Team Racing Point Force India F1 Team | Mercedes-AMG V6 turbo F1 M09 EQ Power+ 1.6L | Pirelli |              | AUS     | BAH     | CHI     | AZE     | ESP     | MON     | CAN     | FRA     | AUT     | GBR     | ALL     | HON     | BEL     | ITA     | SIN     | RUS     | JAP     | USA     | MEX     | BRE     | ABU     | 59 52           | 7e         |
| 2018   | Sahara Force India F1 Team Racing Point Force India F1 Team | Mercedes-AMG V6 turbo F1 M09 EQ Power+ 1.6L | Pirelli | Sergio Pérez | 11e     | 16e     | 12e     | 3e      | 9e      | 12e     | 13e     | Abd.    | 7e      | 10e     | 7e      | 14e     | 5e      | 7e      | 16e     | 10e     | 7e      | 8e      | Abd.    | 10e     | 8e      | 59 52           | 7e         |
| 2018   | Sahara Force India F1 Team Racing Point Force India F1 Team | Mercedes-AMG V6 turbo F1 M09 EQ Power+ 1.6L | Pirelli | Esteban Ocon | 12e     | 10e     | 11e     | Abd.    | Abd.    | 6e      | 9e      | Abd.    | 6e      | 7e      | 8e      | 13e     | 6e      | 6e      | Abd.    | 9e      | 9e      | Dsq     | 11e     | 15e     | Abd     | 59 52           | 7e         |

Légende : ici